# Walter Borck
Pour les articles homonymes, voir Borck.
Walter Borck (né le 1er mai 1891 à Hambourg-Eimsbüttel, mort le 25 décembre 1948 à Hambourg-Winterhude) est un footballeur allemand.

## Carrière
Borck a commencé à jouer au football à 16 ans au Hamburger FC 1888. Durant ses études de médecine, il intègre la section football du MTV München 1879 et reste fidèle au club jusqu'en 1914.
Même pendant la Première Guerre mondiale, il est joueur du Duisburger SpV et du Schwerin FC 03. De 1919 à 1920, il joue à nouveau pour le Hambourg SV, club issu d'une fusion de son ancienne équipe. Il est gardien de l'équipe réserve puis retourne dans le sud de l'Allemagne. De 1921 à 1930, il joua pour les Würzburger Kickers qui fait partie du championnat de la Fédération de football d'Allemagne du Sud.
En 1911, il fait partie de la sélection du championnat de football d'Allemagne du Sud qui, le 25 mai, en finale de la Kronprinzenpokal, bat la sélection de la Fédération de football d'Allemagne du Nord 4 à 2 pendant la prolongation.
La même année, il participe à son seul match international pour la sélection nationale. À Munich le 17 décembre 1911, pour le match contre la Hongrie, il est préféré à Adolf Werner. Cependant, Borck ne peut pas empêcher la défaite 1 à 4 contre la Hongrie